# جوزيبي شتاينر (متزحلق)
جوزيبي شتاينر (بالإيطالية: Giuseppe Steiner)‏ هو متزحلق إيطالي، ولد في 24 أغسطس 1929 في Prags ‏ في إيطاليا.

## وصلات خارجية
- جوزيبي شتاينر على موقع اللجنة الأولمبية الدولية (الإنجليزية)
- جوزيبي شتاينر على موقع أوليمبيديا (الإنجليزية)